# برگوایلر
برگوایلر (به آلمانی: Bergweiler) یک شهر در آلمان است که در برنکاستل-ویتلیش واقع شده‌است. برگوایلر ۸۷۳ نفر جمعیت دارد.